# Cameltoe

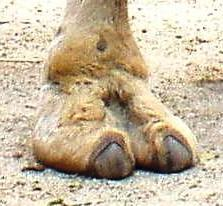
Wielbłądzie kopyto

Cameltoe (ang. camel toe, wielbłądzie kopyto) – określenie sposobu, w jaki obcisły ubiór wcina się w kobiecy srom. Nazwa wywodzi się od kształtu tej części ciała, przypominającego kopyto wielbłąda.
Określenie to dotyczy też mężczyzn, gdzie ubiór wcina się w mosznę i rozdziela jądra. Bywa też nazywane mianem Moose Knuckle.
Ze względu na erotyczny charakter tego zjawiska zdjęcia przedstawiające cameltoe, także u celebrytów, są popularne w Internecie. Jest ono oznaczane semigraficznym symbolem  \|/ .